# فيلابروكيو
فيلابروكيو ، (بالإنجليزية: Villaperuccio)‏، (سردينيا: Sa Baronia)، هي بلدية في مقاطعة جنوب سردينيا، في منطقة سردينيا الإيطالية، وتقع على بعد حوالي 40 كم (25 ميل) جنوب غرب كالياري، وحوالي 13 كم (8 ميل) جنوب شرق كاربونيا، في انخفاض سلسيس. 

## السكان
في سنة 1861 بلغ عدد السكان 744 نسمة، وتطور العدد ليصل في سنة 2011 لـ 1٬097 نسمة.
يظهر هذا المخطط البياني تطور النمو السكاني لـ فيلابروكيو